# L'ultima frontiera (film 1977)
L'ultima frontiera (The Great Smokey Roadblock/The Last of the Cowboys) è un film del 1977 diretto da John Leone. In Italia è altresì conosciuto come L'ultima corsa.

## Trama
A un vecchio camionista viene sequestrato il mezzo: incapace di rassegnarsi, lo ruba per fare un ultimo viaggio verso una sua vecchia fiamma tenutaria di un bordello. Lungo la strada caricherà un autostoppista rompiscatole.

## Distribuzione
Alcune delle uscite internazionali sono state:
- in Francia il 7 settembre 1977 (Deauville American Film Festival)
- in Norvegia il 13 febbraio 1979
- in Brasile (Caravana de Intrépidos)
- in Canada (The Goodbye Run)
- in Finlandia (Tiesulku)
- in Italia (L'ultima corsa). Inedito nelle sale italiane e distribuito in Italia direttamente in DVD.
- in Svezia (Den jättelika vägspärren) (Sista resan)